# Sona Van
Sona Ter-Hovhannisyan, née le 8 février 1952 à Erevan en Arménie, plus connue sous son nom de plume Sona Van, est une poétesse arménienne américaine. 
Médecin et psychologue, elle se consacre à la littérature, écrit quatre recueils de poésie et fonde une revue littéraire. Elle est reconnue pour son œuvre poétique évoquant souvent le drame du génocide arménien.

## Biographie

### Jeunesse, formation
Sona Ter-Hovhannisyan naît à Erevan, en Arménie, le 8 février 1952,,,. Ses grands-parents et ses parents avaient été obligés de quitter l'Arménie à cause du génocide arménien,.
Sona Ter-Hovhannisya poursuit des études supérieures de médecine à l'Université médicale d'État d'Erevan ; elle est également titulaire d'une maîtrise en psychologie,.

### Médecin, débuts poétiques
Elle part en 1978 aux États-Unis et s'installe en Californie. Elle travaille aux États-Unis en tant que médecin et psychologue, tout en commençant à écrire des poèmes, sous le pseudonyme de Sona Van. Son premier recueil de poésie, Rays of Light [« Rayons de lumière »], est publié en 1996. 

### Poésie
Dix ans après son premier recueil poétique, elle fonde en 2006 la revue littéraire Narcissus avec le poète et dramaturge Vahan Vardanyan ; elle est rédactrice en chef de cette publication depuis 2013,,.
L'œuvre poétique de Sona Van aborde fréquemment les événements du génocide arménien et leur violence, dans le but de sensibiliser le monde anglophone à ce génocide,.
Sona Van publie au moins quatre recueils de poésie, dont Parallel Sleeplessness, qui paraît en 2010,,.
Son œuvre la plus connue est le Livret pour le désert, un recueil de poésie qui traite spécifiquement du génocide arménien, et qui est traduit en 23 langues,,.
Certains de ses poèmes sont également publiés dans l'anthologie de 25 poètes arméniens contemporains Le cœur d'Arménie : poèmes… et rien de plus, qui paraît en 2017.

### Distinctions
Sona Van reçoit la distinction Homer - La Médaille européenne de la poésie et de l'art, et obtient en 2019 le prix international Maria Konopnicka aux côtés de Beata Poźniak, une actrice qui a réalisé des enregistrements de l'œuvre de Sona Van. Elle reçoit également une médaille d'or du ministère de la Culture d'Arménie, ainsi que la médaille Movses Khorenatsi,.